# Anne Sunnucks
Patricia Anne Sunnucks (21 de febrer de 1927 - 22 de novembre de 2014) fou una escriptora d'escacs i diverses vegades campiona d'escacs britànica (1957, 1958, 1964).
Tot i que va aprendre a jugar als escacs als 8 anys, no va jugar seriosament fins als 21 anys quan va entrar el mateix club d'escacs que Imre König, qui es va convertir en el seu tutor. En acabar empatada al segon lloc en el Campionat Femení de la Gran Bretanya el 1953 es va convertir en un dels tres representants britànics en el zonal de l'Europa occidental el 1954.
Sunnucks va guanyar el títol de Mestre Internacional Femení en ser segona en el zonal de l'Europa occidental el 1954. Tot i que aquest resultat la va classificar per poder jugar en el proper esdeveniment del cicle del Campionat del món femení, com que tenia una posició destacada en el Royal Army Corps femení, les autoritats no li van permetre viatjar a l'URSS on se celebrava el torneig de candidats femení el 1955. Sunnucks va representar Anglaterra diverses vegades en les Olimpíades i encontres per equips, entre els quals la Gran Bretanya vs URSS el 1954, el matx anglo-holandès el 1965, i el primer tauler de l'equip de la Federació Britànica d'Escacs (BCF) a l'Olimpíada d'Escacs femení de 1966 a Oberhausen. Va participar en el cicle del Campionat del Món femení dues vegades més, en representació de la BCF en els torneigs zonals d'Europa Occidental de 1963 i 1966. Sunnucks guanyar tant l'exèrcit com el Campionat de combinat de serveis el 1968, i va ser l'única dona en competir en els dos. Sunnucks va compilar The Encyclopaedia of Chess (1970, segona edició: 1976).
El seu nom de casada era Anne Mothersill.